# Die Abstiegsgesellschaft
Die Abstiegsgesellschaft. Über das Aufbegehren in der regressiven Moderne ist ein soziologisch-zeitdiagnostisches Fachbuch von Oliver Nachtwey, das 2016 im Berliner Suhrkamp Verlag erschien. Zentrale Aussage des Buches ist der Wandel der deutschen Gesellschaft des Aufstiegs und der sozialen Integration (Soziale Moderne) zu einer Gesellschaft des Abstiegs, der Prekarität und der Polarisierung.

## Inhalt
Das Buch hat nach der Einleitung, in der die Hauptthese präsentiert wird, fünf Kapitel:
Im ersten Kapitel „Soziale Moderne“ skizziert Nachtwey den Referenzpunkt des sozialen Wandels, die hohe Zeit der sozialen Moderne, die in der Epoche nach dem Zweiten Weltkrieg einsetzte und in der es gemäß Fahrstuhleffekt überwiegend aufwärts ging. Neben dem Aufstiegseffekt war diese Periode durch das Normalarbeitsverhältnis (unbefristet, Kündigungsschutz, sozialversicherungspflichtige Vollzeiterwerbstätigkeit) charakterisiert sowie durch soziale Staatsbürgerrechte (zivil und politisch) und eine zunehmende Individualisierung.
Im zweiten Kapitel „Kapitalismus (fast) ohne Wachstum“ wird beschrieben, wie es zu einem Postwachstumskapitalismus innerhalb des Aufstiegs des Neoliberalismus kam, in dem immer mehr Wachstum propagiert wurde, ohne aber reales Wachstum zu erzielen. Diese Konstellation habe zu Prozessen regressiver Modernisierung geführt.
Die Beschreibung der „Regressiven Modernisierung“ im dritten Kapitel bildet das Kernstück des Buches. Nachtwey arbeitet die Postdemokratie in Verbindung mit der Neoliberalisierung weiter Teile der Gesellschaft als die Hauptprozesse der regressiven Entwicklung heraus. Als regressiv bezeichnet er diese Modernisierung, weil sie einen Rückfall hinter das in der sozialen Moderne erreichte Niveau an Integration darstellt. Modern sei sie trotzdem, weil nicht allein Rückschritt des gesellschaftlichen Prozesses sei. Fortschritt (Emanzipation) und Rückschritt (Regression) stünden in einem Spannungsverhältnis. Individualisierung werde einerseits vom Sozialstaat ermöglicht, mache aber gleichzeitig auch von ihm abhängig. Durch die zunehmende Liberalisierung würden aus Staatsbürgern mit entsprechenden Rechten letztlich Marktbürger, die der Fremdherrschaft des totalen Wettbewerbs unterworfen sei.
Im vierten Kapitel „Sozialer Abstieg“ werden die Folgen der „regressiven Modernisierung“ aufgezeigt, besonders der kollektive ökonomische und soziale Abstieg der Arbeitnehmer. Große Teile der Gesellschaft, abgesehen von der Elite, befinden sich (im Gegensatz zum Fahrstuhleffekt der sozialen Moderne) in einem Dauerlauf auf „Rolltreppen nach unten“. Mit sich ausweitenden atypischen (prekären) Beschäftigungsverhältnissen habe die einstmalige Stabilität und Sicherheit abgenommen. Das habe in sozialstruktureller Hinsicht zur Entstehung einer neuen Unterklasse geführt (Transferleistungsempfänger und Niedriglohnbeschäftigte). In der wieder deutlich erkennbaren Klassenstruktur befinde sich die Oberklasse in deutlichem Abstand zu einer abstiegsbedrohten Mittelklasse, die sich wiederum von der neuen Unterklasse abschotte.
Im abschließenden fünften Kapitel wird das „Aufbegehren“ gegen die Auswirkungen der Abstiegsgesellschaft dargestellt. Die Occupy-Bewegung protestiere unter Nutzung radikaldemokratischer Impulse zugleich gegen die ökonomische Verteilung wie auch die politische Herrschaft. Demgegenüber stünden Bewegungen, deren Angst vor dem Abstieg zu einem neuen Autoritarismus, also einer diktatorischen und freiheitsbeschränkenden Herrschaftsform, führen könnte.

## Rezeption
Oliver Nachtweys Thesen wurden – nicht zuletzt auch dank des eingängigen Titels – im politischen und im sozialwissenschaftlichen Schrifttum sowie im Feuilleton breit rezipiert.
Ganz so düster, wie es der Titel nahelegt, erscheint dem Rezensenten Stephan Lessenich die Zeitdiagnose Nachtweys nicht. Noch immer gebe es „große Zonen der sozialen Stabilität“ und noch immer sei die Zwei-Drittel-Gesellschaft der alten Bundesrepublik erkennbar. Insbesondere vermisst er im Buch die Berücksichtigung der Bedeutung migrantischer Milieus für die Bundesrepublik.
Rezensent Jens Bisky findet besonders aufschlussreich an Nachtweys Text, dass er heutige Zeitdiagnosen und die Selbstbeschreibungen der alten Bundesrepublik, von Dahrendorf über Habermas bis hin zu Ulrich Beck, ineinander spiegelt und abschließend die unkonventionellen Protestkollektive analysiert. Die Argumentation orientiere sich vor allem an Ulrich Becks Risikogesellschaft aus dem Jahr 1986. Es sei Nachtwey gelungen, den Klassiker plausibel zu aktualisieren und zu überschreiben.
Dimitri Mader greift in seiner Besprechung in der Soziologischen Revue zunächst die Zweifel auf, die Nachtwey selbst schon bezüglich seiner These ausgeführt hatte: Es gebe weiterhin mehr Auf- als Abstiegserzählungen, das Normalarbeitsverhältnis sei immer noch vorherrschend, und in der gesellschaftlichen Mitte bestehe weiterhin große soziale Stabilität. Das Konzept der regressiven Modernisierung sei „vielversprechend“, müsse aber in theoretischer Hinsicht noch weiter ausgearbeitet werden. Unklar bleibe nämlich, nach welchen Kriterien soziale Fort- und Rückschritte zu beurteilen seien. Nachtwey beziehe sich auf die Debatten um die Entwicklung des Wohlfahrtsstaats, in denen der Begriff der „Modernisierung“ negativ bewertet werde. Der formellen Chancengleichheit stehe eine zunehmend ungleiche tatsächliche gesellschaftliche Teilhabe gegenüber. Hierin könnte eine Ursache für den zunehmenden Autoritarismus liegen. Dies wäre weiter auszuführen.
Rudi Schmiede zieht in seiner Rezension in der Zeitschrift Ethik und Gesellschaft das Fazit, das analytische Anliegen, das der Autor verfolgt habe, sei ihm „weitgehend gelungen“. Wenn auch die Darstellung der Hartz-Gesetzgebung sicherlich noch eingehender hätte ausfallen können und trotz einiger „etwas zu einfach konstruiert[er]“ Typisierungen,  bestehe die Leistung Nachtweys darin, die großen historischen Entwicklungen zutreffend beschrieben und damit für die weitere Diskussion erschlossen zu haben.
Für sein Buch erhielt Nachtwey 2017 den von der Friedrich-Ebert-Stiftung vergebenen Hans-Matthöfer-Preis für Wirtschaftspublizistik.

## Ausgaben
- Oliver Nachtwey: Die Abstiegsgesellschaft. Über das Aufbegehren in der regressiven Moderne. In: edition suhrkamp, Nr. 2682, Suhrkamp Verlag, Berlin 2016, ISBN 978-3-518-12682-0.
  - La sociedad del descenso. Precariedad y desigualdad en la era posdemocrática. Übersetzung ins Spanische von Bernardo Moreno Carrillo, Paidós, Barcelona/Buenos Aires/Mexiko-Stadt 2017, ISBN 978-84-493-3367-5.
  - Germany’s Hidden Crisis. Social Decline in the Heart of Europe. Übersetzung ins Englische von Loren Balhorn und David Fernbach. Verso, London 2018, ISBN 978-1-78663-634-8.